# Antoni Dunin Wąsowicz
Antoni Dunin Wąsowicz herbu Łabędź (zm. w 1768 roku) – podczaszy sanocki w 1766 roku, podstoli sanocki 1761-1766, łowczy sanocki w latach 1758-1761, skarbnik sanocki w latach 1754-1758, sędzia kapturowy ziemi sanockiej w 1764 roku.